# Teesdale (district)
Teesdale was tot 1 april 2009 een Engels district in het graafschap Durham en telt 24.457 inwoners. De oppervlakte bedraagt 836,2 km². Hoofdplaats is Barnard Castle.
Van de bevolking is 19,2% ouder dan 65 jaar. De werkloosheid bedraagt 2,7% van de beroepsbevolking (cijfers volkstelling 2001).